# Joseph Plunkett
Joseph Plunkett född den 21 november 1887 i Dublin, död (avrättad) den 4 maj 1916 i Dublin, var en irländsk poet och republikansk revolutionär. 
Plunkett var tillsammans med James Connolly en av ledarna för Påskupproret i Dublin 1916, i vilket de irländska rebellerna stred för Irlands rätt till självständighet från Storbritannien. Efter att upproret krossats av brittiska trupper blev Plunkett satt i en cell i fängelset Kilmainham Gaol, dömd till döden och arkebuserad.